# Премия Американского института киноискусства (2020)
Победители премии AFI Awards 2020 были объявлены 25 января 2021 года, а награждение участников состоялось 26 февраля 2021 года на виртуальном мероприятии. Жюри возглавили Джанин Бейсингер и Ричард Франк.

### 10 лучших фильмов
- «Пятеро одной крови»
- «Иуда и чёрный мессия»
- «Ма Рейни: Мать блюза»
- «Манк»
- «Минари»
- «Земля кочевников»
- «Одна ночь в Майами»
- «Душа»
- «Звук металла»
- «Суд над чикагской семёркой»

### 10 лучших сериалов
- «Лучше звоните Солу»
- «Бриджертоны»
- «Корона»
- «Птица доброго Господа»
- «Страна Лавкрафта»
- «Мандалорец»
- «Миссис Америка»
- «Ход королевы»
- «Тед Лассо»
- «Неортодоксальная»

### Специальная премия
- «Гамильтон»